# Ajuda al Desenvolupament
La cooperació al desenvolupament comprèn el conjunt d'actuacions realitzades per actors públics i privats amb l'objectiu de promoure un progrés econòmic i social global sostenible i just. També coneguda com a assistència al desenvolupament, assitència tècnica, ajuda internacional o ajuda exterior, està estretament vinculada a l'Ajuda Oficial al Desenvolupament (que representa l'aportació oficial dels Estats a l'ajuda) i la Cooperació internacional (que engloba les perspectives social, econòmica i política a nivell acadèmic, així com el total de fluxos d'ajuda per pal·liar les desigualtats globals). L'ajuda al Desenvolupament pren forma d'ajuda financera oficial i privada, i se centra en la promoció del creixement econòmic, la sostenibilitat mediambiental i el canvi social en el conegut com a Tercer Món, o Països en vies de desenvolupament.

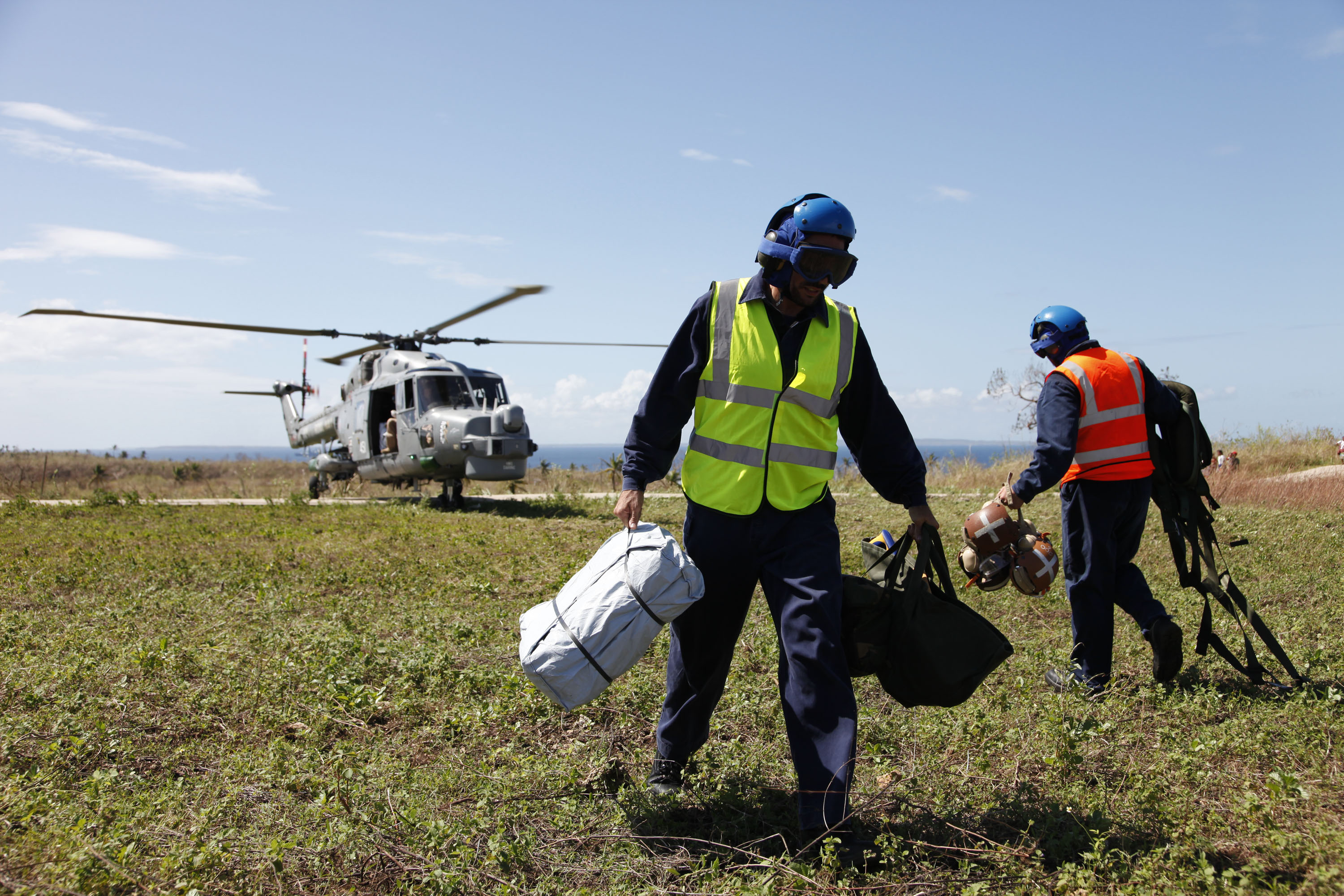
Ajuda internacional per a les Filipines després del pas del Tifó Haiyan; a diferència de l'Ajuda humanitària, l'Ajuda al Desenvolupament té objectius a llarg termini de canvi econòmic i social de fons

El terme d'Ajuda al Desenvolupament expresa una idea d'associació, de solidaritat i cooperació entre iguals, rebutjant les connotacions caritatives de l'ajuda entre el donant i el receptor derivades de la percepcció que el donant té una tecnologia i riquesa superior. Tot i que la major part de l'ajuda prové dels països occidentals, altres països considerats pobres també contribueixen, oficial o privadament.
L'ajuda bé pot ser bilateral, pel que un país aporta recursos a un altre de forma directa (la base de l'AOD); o multilateral, pel que el donant aporta recursos a una organització internacional com el Banc Mundial o altres agències de Nacions Unides perquè ho distribueixin entre els països en vies de desenvolupament. La proporció a 2009 era de 70% i 30% respectivament. L'aportació pública representa entre el 80 i el 85%, mentre que la resta prové d'Organitzacions no governamentals, com Oxfam
Es distingeix de l'Ajuda humanitària en la mesura que aquesta té objectius a curt termini, de resposta a situacions humanitàries adverses (les conseqüències immediates d'un desastre natural, una guerra o una fam, per exemple), mentre que el conjunt de l'Ajuda al Desenvolupament té intencions de fons, planificades i estructurades, que no pretenen altra cosa que l'erradicació de les desigualtats.

## Quantitat de les aportacions
La major part de l'Ajuda prové via l'Ajuda Oficial al Desenvolupament, que és l'aportació oficial dels Estats mitjançant mecanismes bilaterals o multilaterals. Els majors donants són els que pertanyen al Comitè d'Ajuda al Desenvolupament, que són 23 països occidentals i ja desenvolupats. A 2009 la seva aportació va ser de 120 mil milions de dòlars
El màxim donant són els països de la Unió Europea, que representen 80 del 120 mil milions de dòlars, seguit dels Estats Units i Japó. A part d'aquests països cal destacar l'aportació dels Saudites i de Turquia.
Des dels anys posteriors a la Segona Guerra Mundial que les Nacions Unides van fixar en el 0,7% del PIB de cada pais desenvolupat el percentatge que havien de dedicar per ajuda el Tercer Món; no obstant, molts d'aquests països no ha complert, a excepció de Suècia (1,12%), Noruega (1,06%), Luxemburg (1,04%), Dinamarca (0,88%) i els Països Baixos (0,82%).
Els vuit països més rics del món inverteixen deu vegades més en la indústria armamentística que en l'ajuda al desenvolupament.